# Generál
Generál je vojenská hodnost, která je v mnoha státech v hierarchii armády hodností nejvyšší. U některých dalších armád existuje (existovala) ještě vyšší hodnost maršál, ta však bývá spíše čestná, bez dalších pravomocí.

## Armádní hodnost
Hodnost generála v armádě používají pozemní i některé vzdušné ozbrojené složky. V některých zemích se objevuje také u policejních a dalších státních hierarchizovaných složek. V námořních ozbrojených silách je obvykle jejím ekvivalentem hodnost admirála.
Ve většině armád výraz generál neoznačuje jednu konkrétní hodnost, ale soubor tzv. generálských hodností. V některých případech může označovat např. hodnost vrchního velitele armády.
Generál také může znamenat pouze obecně významného vojenského velitele, zejména pokud působil samostatně a jde o starověkou nebo středověkou osobnost.

## Církevní hodnost
Označení generál se používá i pro označení generálních představených některých centralizovaných církevních řádů, tedy osob v čele těchto řádů. Takovými funkcemi jsou například generální představený Tovaryšstva Ježíšova, generál dominikánského řádu či rector major salesiánů.

## Armádní generálové podle zemí

### Česko
Armáda České republiky zná celkem 4 generálské hodnosti (s insigniemi o 1-4 hvězdách), které jsou zde seřazeny od nejnižší po nejvyšší (v závorce jsou uvedeny jejich ekvivalenty v americké a britské armádě).
- brigádní generál (Brigadier General; Brigadier-General)
- generálmajor (Major General; Major-General)
- generálporučík (Lieutenant General; Lieutenant-General)
- armádní generál (Four-star General, též full General; full General)

V Česku generály navrhuje vláda a jmenuje prezident (vrchní velitel).

### Spojené státy americké a Spojené království
V americké a britské armádě existují ještě specifické vyšší hodnosti (Five-star General, taktéž General of the Army; Field Marshal)

### Francie
Ve francouzských ozbrojených silách se generálové jmenují dle velikosti jednotek, kterým by teoreticky měli velet: Général de Brigade (brigádní generál), Général de Division (divizní generál), Général de Corps d'Armée (sborový generál), Général d'Armée (armádní generál). Tito generálové mají insignie se 2-5 hvězdami. Neexistuje insignie s šesti hvězdami, ale existuje čistě čestná sedmihvězdičková pro hodnost Maréchal de France (maršál Francie).

### Švýcarsko
Ve Švýcarsku označení generál znamená vrchní velitel armády, tato funkce navíc existuje jen v případě války. Přibližným ekvivalentem hodnosti generál je plukovník.[zdroj⁠?!]